# Acte du port de Boston

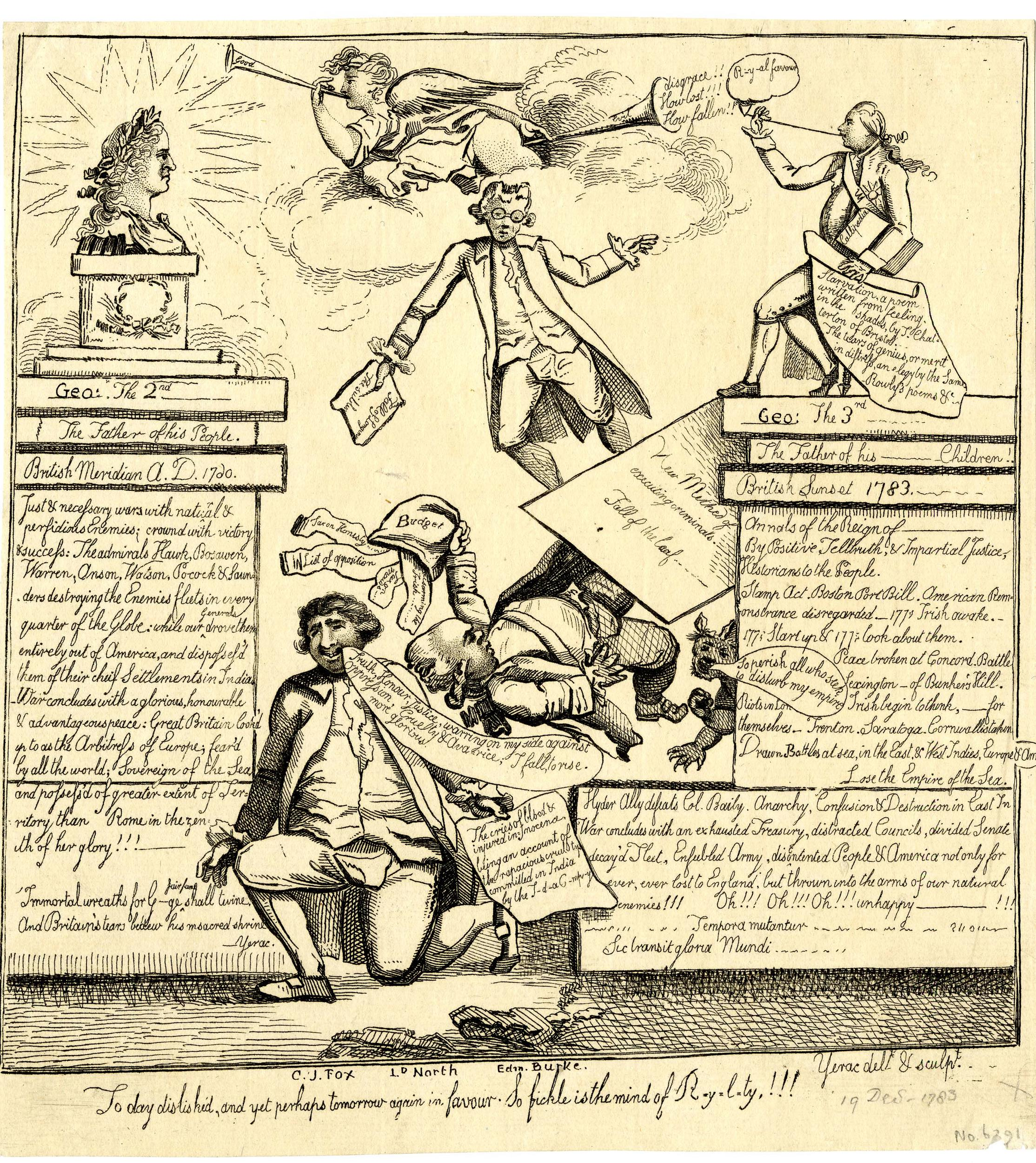
"Aujourd'hui, je ne l'ai pas aimé, mais peut-être que demain je serai à nouveau en faveur. L'esprit de R-Y-L-TY est si inconstant !!"

L'Acte du port de Boston (Boston Port Act en anglais) fut voté par le Parlement du Royaume-Uni et devint une loi le 31 mars 1774. Cet acte est l'un des Actes intolérables, dont le but est d'assurer la juridiction britannique sur les treize colonies d'Amérique du Nord.
En réponse à la Boston Tea Party, il rendait illégal l'utilisation du port de Boston pour "amener et décharger, charger ou envoyer, des biens, articles et marchandises" jusqu'à ce que soit dédommagé la trésorerie du Roi  (pour les droits de douane perdus) et la Compagnie des Indes orientales pour les dommages subis.
En d'autres termes, il fermait le port de Boston à tout navire. Comme il était la source principale d'approvisionnement pour les citoyens du Massachusetts, les colonies sympathisantes, jusqu'à la lointaine Caroline du Sud, envoyèrent des secours aux habitants de la baie du Massachusetts.

## Source
- (en) Cet article est partiellement ou en totalité issu de l’article de Wikipédia en anglais intitulé « Boston Port Act » (voir la liste des auteurs).